# Tanaka Michitarō
Tanaka Michitarō (japanisch 田中 美知太郎; geboren 1. Januar 1902 in Niigata; gestorben 18. Dezember 1985 in Kyōto) war ein japanischer Philosoph, Kritiker, eine Autorität in der griechischen Philosophie.

## Leben und Wirken
Tanaka Michitarō machte 1926 seinen Studienabschluss an der Philosophischen Fakultät der Universität Kyōto. Während er ab 1928 als Dozent an der Hōsei-Universität und ab 1930 als Dozent an der Tokyo Bunrika Universität (東京文理科大学) arbeitete, studierte er nicht nur griechische Philosophie, sondern auch Literatur, Geschichte und andere westliche Klassiker im Allgemeinen. 1938 erschien als erstes Werk die Übersetzung von Platons „Theaetetos“. Tanaka eröffnete eine neue Phase in die japanische philosophische Welt mit seinen Schriften, Übersetzungen von Tragikomödien und einer Sammlung philosophischer Abhandlungen. 1945 erlitt er während des Zweiten Weltkriegs bei einem Luftangriff auf Tokio schwere Verbrennungen.
Nach dem Zweiten Weltkrieg wurde Tanaka 1947 Assistenzprofessor an seiner Alma Mater, ab 1950 bis 1965 als Professor. 1950 gründete er mit Kura Moichi (呉　茂一; 1897–1977), Takatsu Harushige (高津 春繁; 1908–1973) und anderen die „Japan Society for Western Classics“ (日本西洋古典学会, Nihon seiy), deren Vorsitzender er von 1956 bis 1965 war. Darüber hinaus gründete er 1968 mit Fukuda Tsuneari (1912–1994), Kobayashi Hideo (1902–1983), Suzuki Shigenobu (鈴木 重信) und anderen die „Japan Culture Conference“ (日本文化会議; Nihon bunka kaigi).
Tanaka war nach 1945 auch auf dem Gebiet der politischen Theorie und Zivilisationskritik tätig und veröffentlichte zahlreiche Bücher. Zu seine Schriften gehören unter anderem „Rogosu to idea“ (ロゴスとイデア) – „Logos und Idee“ (1947) für das er 1948 den Mainichi-Kulturpreis in der Kategorie „Kultur und Gesellschaft“ erhielt, „Seijiteki kanshin“ (政治的関心) „Politisch orientiertes Interesse“ (1948),  „Genshiryokujidai ni omou“ (原子力時代に思う) „Nachdenken über das Atomzeitalter“ (1954). „Zen to hitsuzen tono aida ni“ (善と必然との間に) – „Zwischen dem Guten und der Notwendigkeit“ (1952).
Tanaka wurde 1965 als Meiyo Kyōju verabschiedet.
Im Ruhestand verfasste Tanaka „Jinseiron-fū ni“ (人生論風に) – etwa „Zur Art des Lebensstils“ (1969), für das er mit dem Yomiuri-Literaturpreis ausgezeichnet wurde. Es folgten „Tetsugaku kara no kōsatsu“  (哲学からの考察) „Überlegungen, von der Philosophie ausgehend“ (1986). „Shimin to kokka“ (市民と国家) „Bürger und Staat“ (1983). Weiter veröffentlichte er Rezensionen und Essays. In seinen letzten Jahren verfasste er zwischen 1979 und 1984, trotz Sehbehinderung durch ein Glaukom vier Bände über Platon. 1972 wurde Tanaka als Person mit besonderen kulturellen Verdiensten geehrt und 1978 mit dem Kulturorden ausgezeichnet.